# Джон Ґолт

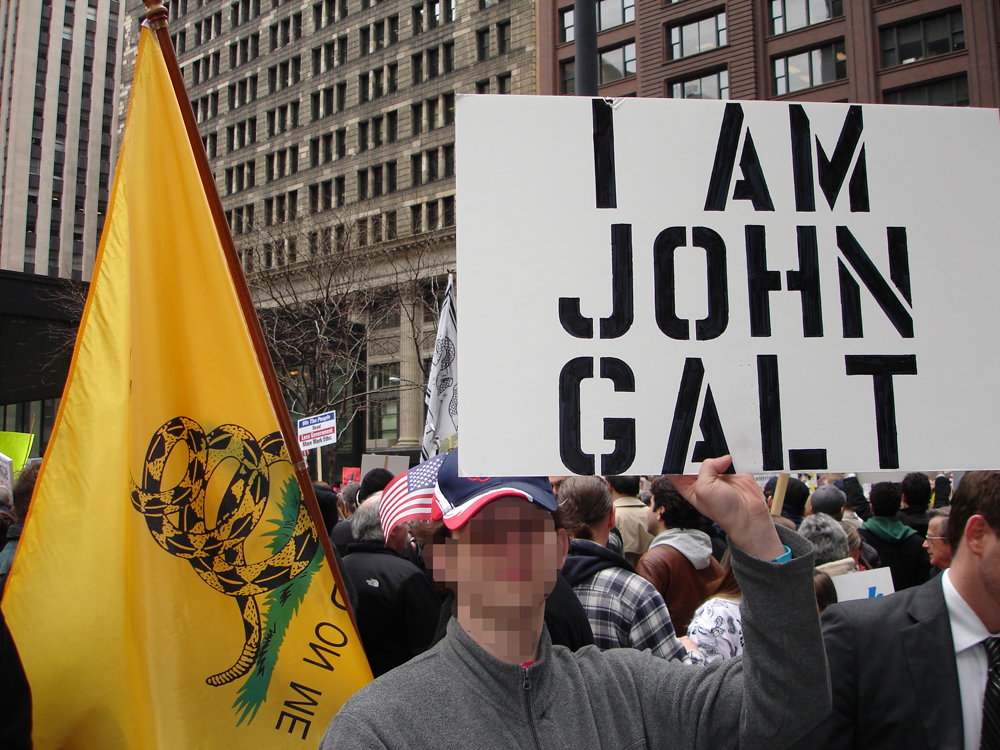
Я — Джон Ґолт.Протестант на акції Рух Чаювання (Чикаго, 2009).

Джон Ґолт (англ. John Galt) — один із головних героїв роману Айн Ренд «Атлант розправив плечі». Попри те, що герой з цим ім'ям з'являється лише у третій частині роману, він незримо присутній з перших рядків, оскільки є героєм питання-приказки, що задається в різних ситуаціях багатьма персонажами: «Хто такий Джон Ґолт?».
На початку це ім'я не персоніфіковано. До середини роману з'ясовується, що Ґолт є винахідником нового типу електродвигунів. У той же час він уособлює індивідуалізм у найширшому сенсі, доводячи його трактування до рівня філософського узагальнення. Він служить контрапунктом суспільної та економічної структур, зображених у романі. Роман зображує суспільство, в основі якого лежать бюрократія і культура, що возвеличує егалітаризм, соціальну відповідальність підприємців перед суспільством. Джон Ґолт стає першим, хто свідомо і відкрито відмовляється визнавати громадські інтереси вагомішими за свої особисті. Надалі він починає переконувати інших талановитих людей з різних галузей (музикантів, винахідників, банкірів, промисловців) припинити свою діяльність, щоб своїми діями вони не підтримували систему, спрямовану на досягнення соціальних інтересів, що шкодять їхньому особистому зиску. В романі автор узагальнює образ талановитих людей і зіставляє їх із метафоричним Атлантом, який тримає на собі весь світ.
Дії Ґолта, інженера за фахом, включають у себе відмову від безкоштовного надання своїх талантів. Він організовує і очолює «страйк» промисловців і підприємців проти «бандитів» (охлократії), покликаний «зупинити двигун світу». Суть ідеології Ґолта — не продавати інтелект, не погоджуватися на передачу результатів своїх досліджень (або іншу роботу думки) на користь суспільства або будь-яких інших людей. Результат повинен повністю належати тому, хто є його автором. Це одна з центральних ідей роману.
Сюжет містить чутки і легенди про особу Джона Ґолта. Справжня особа Ґолта з'являється лише у другій половині роману як результат тривалих пошуків Дагні Таггерт, героїні роману. Згодом стає зрозумілим, що Ґолт зустрічається в романі й раніше як «таємничий робітник».

## Передісторія
Син автомеханіка з Огайо, Ґолт покинув рідну домівку в дванадцять років і вступив до коледжу Патріка Генрі в шістнадцять. Там він подружився з Франсіско Д'Анконія і Рагнаром Даннехелдом. Всі троє спеціалізувалися на фізиці та філософії. Вони були кращими учнями блискучого вченого Роберта Стедлера і видатного філософа Г'ю Екстона.
Після випуску Ґолт став інженером на заводі «Двадцяте століття», де він винайшов революційний двигун, який використовує при роботі статичну електрику. Винахід потенційно здатен змінити світ. Як і Елліс Ваєтт, він створює те, що багато років до нього вважалося неможливим. Коли власники компанії вирішують управляти фабрикою в дусі колективізму, («Від кожного за здібностями, кожному за потребами»), Ґолт повідомляє про своє звільнення, оголосивши про намір «зупинити двигун світу». Жебрак, що працював у той час в «Двадцятому столітті», говорить Даґні Таґґарт, що саме тоді постало питання: «Хто такий Джон Ґолт?». Ґолт організовує страйк талановитих людей. Перш за все він впливає на винахідників, бізнесменів і промисловців, закликаючи їх страйкувати проти законів, що порушують їхні права. Ґолт особисто зустрічається з найбільш успішними капіталістами і систематично схиляє їх наслідувати його приклад: один за одним вони знищують свій бізнес. Цей страйк служить фоном подій роману, це таємниця, яку намагається розгадати Даґні Таґґарт, вважаючи Ґолта своїм ворогом (спочатку роман називався The Strike — «Страйк»).
Промислові магнати, які відійшли від справ, ведені Ґолтом, потай створюють власне суспільство — прихований анклав індивідуалістів, які живуть в «Ущелині Ґолта» — місті, побудованому високо в горах Колорадо. Даґні знаходить цю громаду, переслідуючи літак з талановитим інженером Квентіном Денієлсом, що також вирішив приєднатися до «страйку».

## «Хто такий Джон Ґолт?»

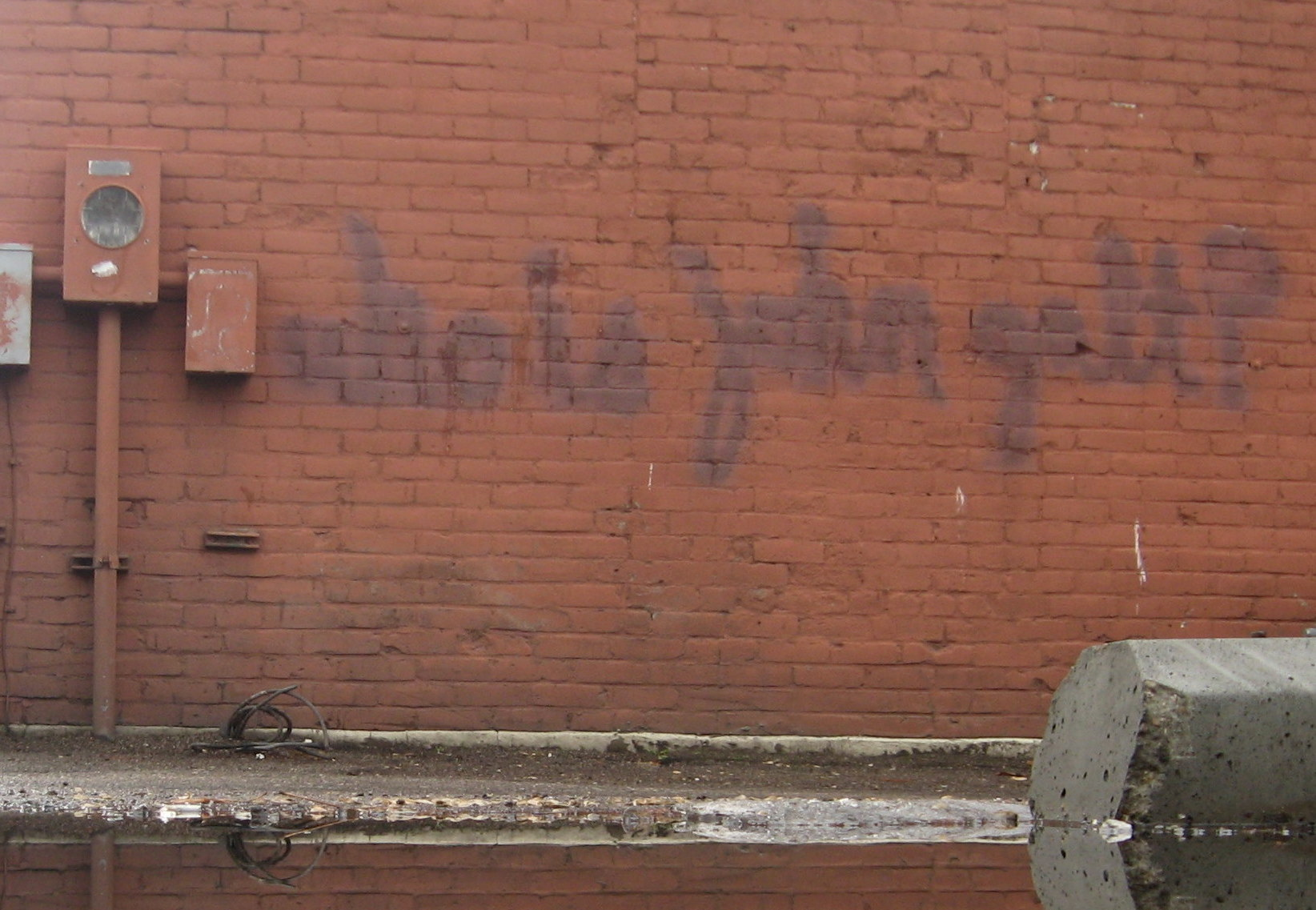
Фраза «Хто такий Джон Ґолт?» (Who Is John Galt), що написана на стіні в стилі графіті (Бойсе, Айдахо, 2009).

«Хто такий Джон Ґолт?» (англ. Who is John Galt?) — перша фраза роману «Атлант розправив плечі». Це питання ставить Едді Віллерсу безпритульний на вулиці вечірнього Нью-Йорка. Згодом питання в романі багато разів повторюють й інтерпретують різні люди.
—- Ми не маємо права ризикувати, — підтакнув машиніст. — Хто б не був зараз винуватий, якщо ми зрушимо з місця, то станемо винуватими самі. Тому ми залишимося на місці до отримання відповідного розпорядження.
 — А якщо такого не надійде?
 — Рано чи пізно хтось та з'явиться.
 — І як довго ви маєте намір чекати?

Машиніст знизав плечима:
 — А хто такий Джон Ґолт?
 — Він хоче сказати, — пояснив кочегар, — що не треба ставити непотрібних питань.
— Айн Ренд, «Атлант розправив плечі», частина перша
Під час відкриття залізничної гілки «Лінія Джона Ґолта» на питання репортера «хто такий Джон Ґолт?» Дагні Таггерт відповідає: «Всі ми!».

## Історія
- Ключовий розділ роману — промову Джона Ґолта — автор писала 2 роки.